# کوالیانو
کوالیانو (به ایتالیایی: Qualiano) یک کومونه در ایتالیا است که در استان ناپل واقع شده‌است.

## خصوصیات
کوالیانو ۷٫۳ کیلومترمربع مساحت و ۲۵٬۳۱۳ نفر جمعیت دارد و ۱۰۱ متر بالاتر از سطح دریا واقع شده‌است.